# 停止亨廷顿动物虐待七战士

“支持停止亨廷顿动物虐待七战士” 团队会标

停止亨廷顿动物虐待七战士，英文简称SHAC7，指的是停止亨廷顿动物虐待活动中一个动物权力团体的六名成员，他们在2006年3月3日被联邦陪审团依照美国《动物企业保护法案》的有关条例判决犯有“恐怖主义及网络侵扰”罪。具体来讲，这些运动分子们开设了一个网站来报道和表达他们意识形态上对于反对“亨廷顿生命科学 （页面存档备份，存于）”公司以及它的生意往来伙伴的各类抗议活动的支持。
一开始，有七个人，连同“美国停止亨廷顿动物虐待”组织一起被告。这七个人分别是凯文·科纳斯（Kevin Kjonaas）（前任“美国停止亨廷顿动物虐待”协会主席），劳伦·伽佐拉（Lauren Gazzola），贾科波·空（Jacob Conroy），杰舒华·哈泼（Joshua Harper），盎德鲁·史蒂芬安（Andrew Stepanian），达里斯·夫莫（Darius Fullmer），以及约翰·麦克基（John McGee）。对于麦克基的指控最终被中止了。
在1992年的法庭申诉中，所有被告都被指控参与了违反《动物企业保护法案》的活动。其中科纳斯，伽佐拉，空瑞，以及哈泼四人还和“美国停止亨廷顿动物虐待”组织一起被控同谋不断使用电子通讯设备（发送骚扰传真）攻击困扰被害人。科纳斯,伽佐拉,空瑞三人和“美国停止亨廷顿动物虐待组织”一起被指控同谋进行州际跟踪骚扰以及共计三次网络州际跟踪骚扰。  这起案件的初审是在2005年6月，但因为在公开审理期间一位关键的辩护律师突然生病，此次审判宣告无效。审判于2006年2月6日重新开始。为停止亨廷顿动物虐待七战士的辩护大部分停留在1969年俄亥俄州布兰登博格案上，在那起案子里，美国最高法院裁决政治言论都是合法的，除非它显示出被告有告诉某个特定的人去做一件具体的，时间急迫的暴力行为。 2006年3月3日，被告被判有罪，判处服刑期总计24年，并被命令支付赔偿金总计美金一百万零一元。